# Anastrepha bezzii
Anastrepha bezzii
 es una especie de insecto díptero que Lima describió científicamente por primera vez en 1934.
Esta especie pertenece al género Anastrepha de la familia Tephritidae.